# Мирза
Мирза (рум. Mârza) — село у повіті Долж в Румунії. Входить до складу комуни Селкуца.
Село розташоване на відстані 210 км на захід від Бухареста, 30 км на південний захід від Крайови.

## Населення
За даними перепису населення 2002 року у селі проживали 587 осіб.
Національний склад населення села:
| Національність | Кількість осіб | Відсоток |
| -------------- | -------------- | -------- |
| цигани         | 480            | 81,8 %   |
| румуни         | 107            | 18,2 %   |

Рідною мовою назвали:
| Мова      | Кількість осіб | Відсоток |
| --------- | -------------- | -------- |
| циганська | 480            | 81,8 %   |
| румунська | 107            | 18,2 %   |